# Podbiele (Dubiażyn)
Podbiele – kolonia wsi Dubiażyn w Polsce położona w województwie podlaskim, w powiecie bielskim, w gminie Bielsk Podlaski. 
Miejscowość jest siedzibą prawosławnej parafii św. Proroka Eliasza.
W latach 1975–1998 miejscowość administracyjnie należała do województwa białostockiego.
Prawosławni mieszkańcy wsi należą do parafii św. Proroka Eliasza w Podbielu, a wierni Kościoła rzymskokatolickiego do parafii Miłosierdzia Bożego w Bielsku Podlaskim.

## Historia
Pierwotna nazwa Podbielsk. W 1594 była własnością Hrehora Wahanowskiego z Wahanowa w powiecie brzeskim. We wsi pozostałość po dworze (wzmiankowanym w 1560) i rodzinny grobowiec ostatnich właścicieli Podbiela – Żołtuchinów.
W okresie międzywojennym wieś należała do gminy Dubiażyn. Majątek ziemski miał tu Mojżesz Simmer (199 mórg) i Lidia Żełtuchina (300).
Według Powszechnego Spisu Ludności z 1921 roku wieś zamieszkiwały 54 osoby, wśród których 21 było wyznania rzymskokatolickiego, 29 prawosławnego, a 4 mojżeszowego. Jednocześnie 25 mieszkańców zadeklarowało polską przynależność narodową, a 29 białoruską. Było tu 9 budynków mieszkalnych.

## Zabytki
- drewniana parafialna cerkiew prawosławna pod wezwaniem św. Proroka Eliasza, 1876–1912, nr rej.:A-385 z 10.05.1977[8].